# Mycetophagidae
Famille
Les Mycetophagidae (les Mycétophagidés) sont une famille de coléoptères du sous-ordre des Polyphaga. Il s'agit d'une famille relativement petite contenant moins de 200 espèces placées dans 20 genres depuis la dernière révision de 2014 ; les deux genres les plus importants étant Mycetophagus, le genre type, et Litargus. Ce sont de petits coléoptères de 1,5 à 6,5 mm, allongés à ovales et souvent recouverts de nombreux poils. Globalement ternes, leurs élytres sont néanmoins typiquement ornées de taches jaunes à rouges qui les rendent faciles à identifier, au moins au niveau du genre. Mais le caractère morphologique clairement distinctif de cette famille est le nombre d'articles de ses tarses. Les larves et les adultes vivent dans la litière de feuilles en décomposition, les champignons ou sous l'écorce des arbres et la plupart sont mycophages. La famille des Mycetophagidae est représentée sur l'ensemble des écozones et comporte de nombreuses espèces localement endémiques. 

## Taxonomie

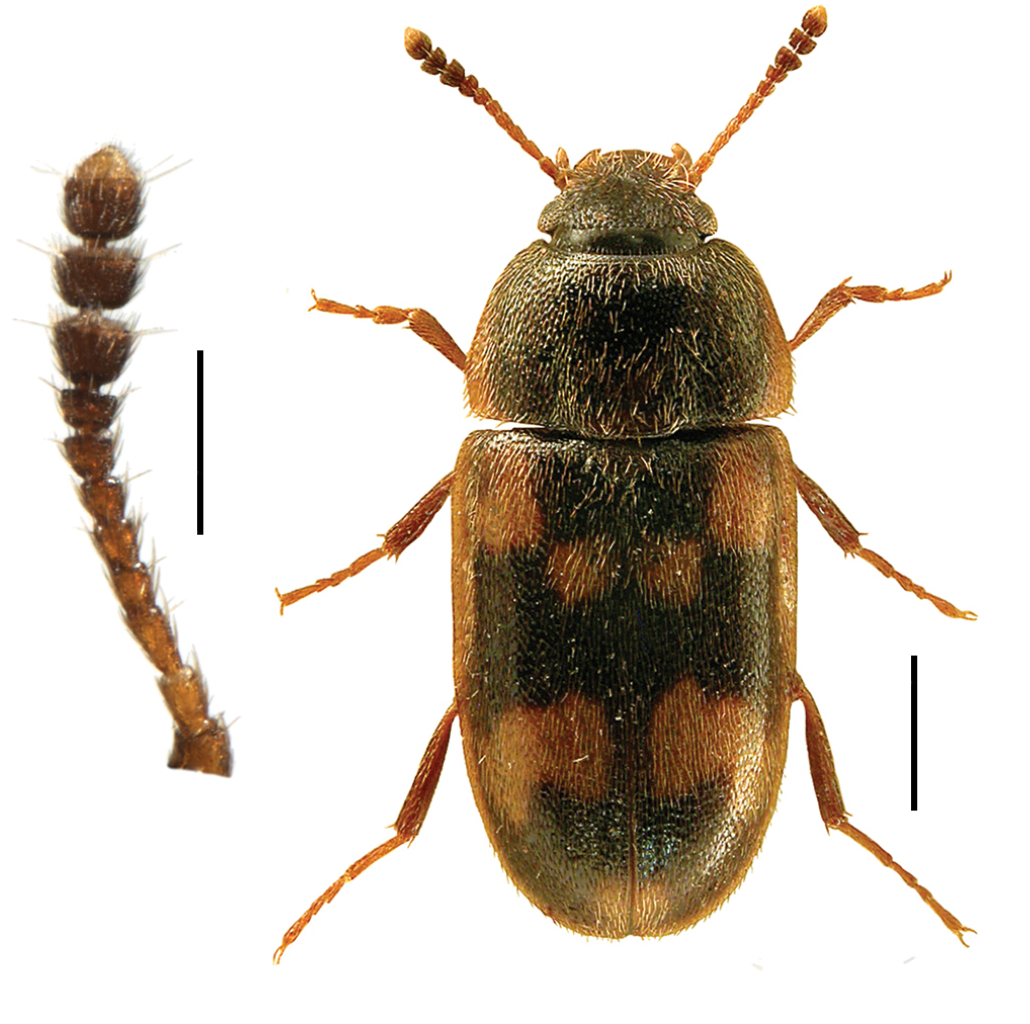
Litargus connexus

20 genres et 200 espèces sont recensés à travers le monde. La classification la plus récente date de 2014 par Lawrence et al. qui fournit également une clef de détermination des genres au niveau mondial. La taxonomie des Mycetophagidae se base sur la faune néarctique et sur celle du Paléarctique, mais les deux systèmes ont peu en commun, ce qui pousse les entomologues à se concentrer sur les genres. En outre, les faunes afrotropicale, néotropicale, indomalaise et australasienne n'ont pas été étudiées en détail,. 
Les Mycetophagidae sont dominés par deux grands genres : Mycetophagus avec plus de 40 espèces principalement holarctiques et Litargus avec environ 45 espèces quasi cosmopolites dont certaines endémiques des îles de Sumatra, Madagascar et Bornéo. La faune néarctique comprend 26 espèces dans 5 genres dont Lendomus et Thrimolus qui en sont endémiques. Parmi les exclusives des néotropiques se trouvent Caserus, Catopius, Felicivora, et Pseudochrodes. La faune du Paléarctique est la plus diversifiée de la famille, avec de nombreuses espèces répandues et endémiques de la région ; c'est notamment le cas de Litargops et Triphyllopsis. Le genre Pseudotriphyllus y est particulièrement répandu de l'Europe à l'Asie ainsi qu'à Madagascar. Le monotypique Triphyllioides est endémique au Japon. Typhaea est un petit genre originaire du Paléarctique qui est devenu cosmopolite en raison du comportement nuisible et envahissant de Typhaea stercorea qui se déplace à faveur du transport de son alimentation telle que les céréales, le tabac et les noix. La faune australasienne comprend environ 10 espèces dans 7 genres,. 
30 espèces sont connues en Europe, dont 22 sont présentes en France, 15 en Suisse, au moins 10 en Belgique, 17 en Allemagne et 15 au Royaume-Uni. Comme de nombreux organismes saproxyliques, la faune européenne est en déclin depuis les dernières décennies ; la majorité des espèces est répertoriée comme peu fréquente ou rare et au moins la moitié est inscrite sur des listes rouges dans de nombreux pays. Les espèces particulièrement préoccupante en Europe sont Mycetophagus ater, M. decempunctatus, M. fulvicollis, M. populi et Pseudotriphyllus suturalis. Ces espèces ont pour point commun d'être strictement inféodées aux forêts anciennes et d'avoir une alimentation monophage,. M. ater et M. decempunctatus sont à ce titre considérées comme des espèces parapluies et relictuelles de la forêt primaire de feuillues d'Europe.

## Description
| |            |
| Face dorsale | Profil     |
| |            |
| Face ventrale | Face avant |
| |            |
| À gauche : en haut : tarse du antérieur de la femelle (♀), en bas : patte antérieure du mâle (♂), À droite : en haut : tarse du antérieur de la femelle (♀), en bas : tarse antérieur du mâle (♂) (photos avec copies colorisées). |            |
| |            |
| Pièces buccales : d) Labre supérieur, e) Mâchoire supérieure f) Mâchoire inférieure avec palpe maxillaire. |            |
| Tête vue de dessus |            |
| |            |
| Antenne (non colorisée) |            |

Les membres de la famille des Mycetophagidae sont de petits coléoptères de 1,5 à 6,5 mm, allongés à ovales, modérément déprimés et la plupart nettement pubescents. La majorité des espèces sont ternes, d'une nuance de brun à noir, mais beaucoup ont des marques distinctives jaune pâle à rouge sur les élytres qui les rendent faciles à identifier, au moins au niveau du genre. La famille des Mycetophagidae est typiquement caractérisée par une formule tarsale 4-4-4 chez la femelle et 3-4-4 chez le mâle ; c'est-à-dire que le segment terminal des pattes de la femelle, le tarse, est composé 4 articles pour la première paire de pattes, 4 pour la deuxième et 4 pour la troisième,. 
Les espèces européennes sont également caractérisées par des antennes toujours composées de 11 segments en forme de collier de perles uniformes graduellement épaissies ou surmontées d'une massue comportant 2 à 5 segments. Les palpes sont beaucoup plus courts que les antennes. Ils courbés et fendus en deux, sans avoir une forme de hache. Le pronotum est incurvé sur ses bords et sa surface est généralement lisse à l'exception de deux simples dépressions basales. Les élytres, parées de stries perforées bien définies, couvrent complètement l'abdomen. La surface ventrale, qui comporte 5 sternites abdominaux, est plate, contrastant avec la surface dorsale bombée. Les pattes, modérément longues, sont composées de fémurs courts et de tibias longs et droits présentant de petites épines sur l'angle apical interne. Les tarses sont généralement un peu plus courts que les tibias et le dernier segment est plus court que les autres réunis. Les griffes sont simples, ni recourbées ni dentées. La surface dorsale est généralement recouverte d'une pubescence courte et fine, mais certaines espèces de Mycetophagus sont ornées de soies plus grandes et dispersées, et le genre Typhaea porte des soies formant des rangées longitudinales distinctes. Les ailes postérieures sont généralement bien développées, quelques espèces en étant cependant démunies,.

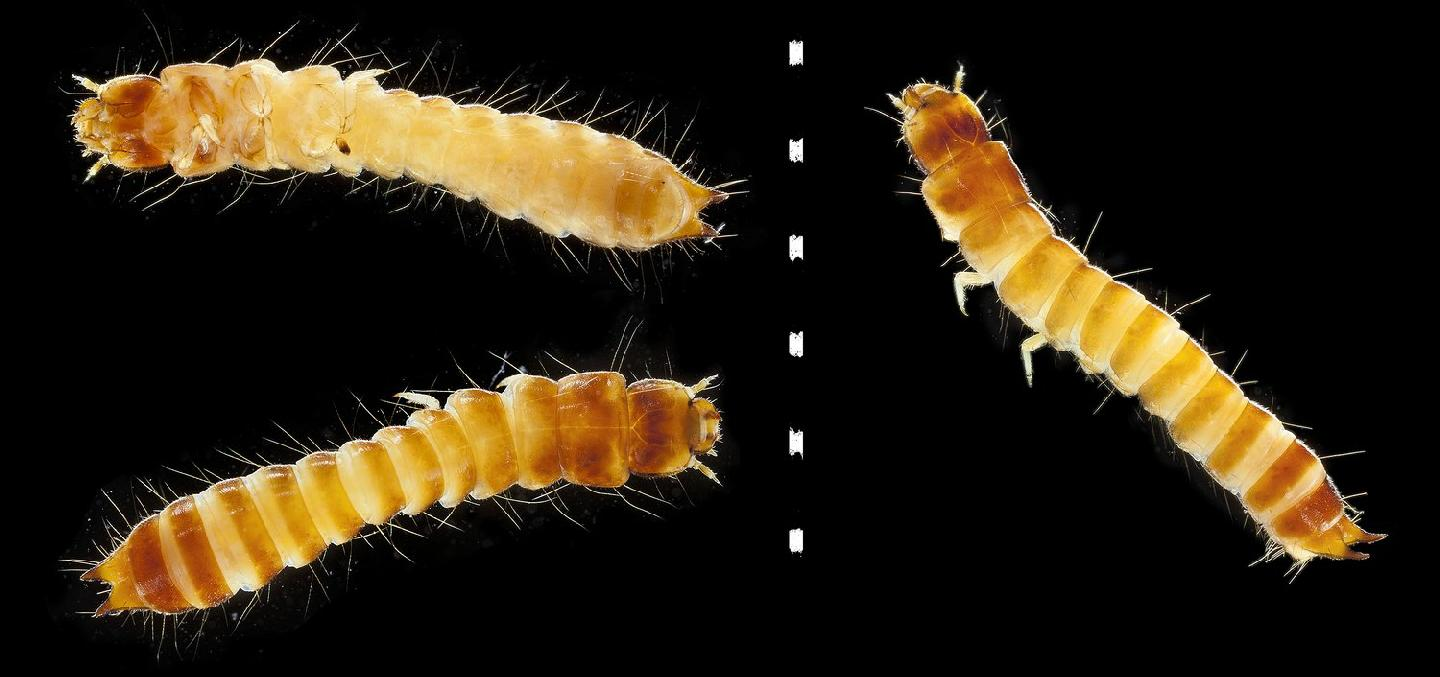
Larves de M. quadripustulatus

Les larves de Mycetophagidae sont allongées et presque cylindriques, colorées de jaune brun, lisses et généralement couvertes de poils simples. La tête et les différents sclérites sont bien sclérotisés, les mandibules sont robustes et asymétriques, les pattes sont relativement longues et possèdent généralement des soies en forme d'épines sur toute leur longueur. Le neuvième segment abdominal possède presque toujours une paire d'urogomphes en forme d'épine recourbé vers l'arrière. Les spiracles sont annulaires et situés dans la membrane plutôt que sur les sclérites,.

## Écologie

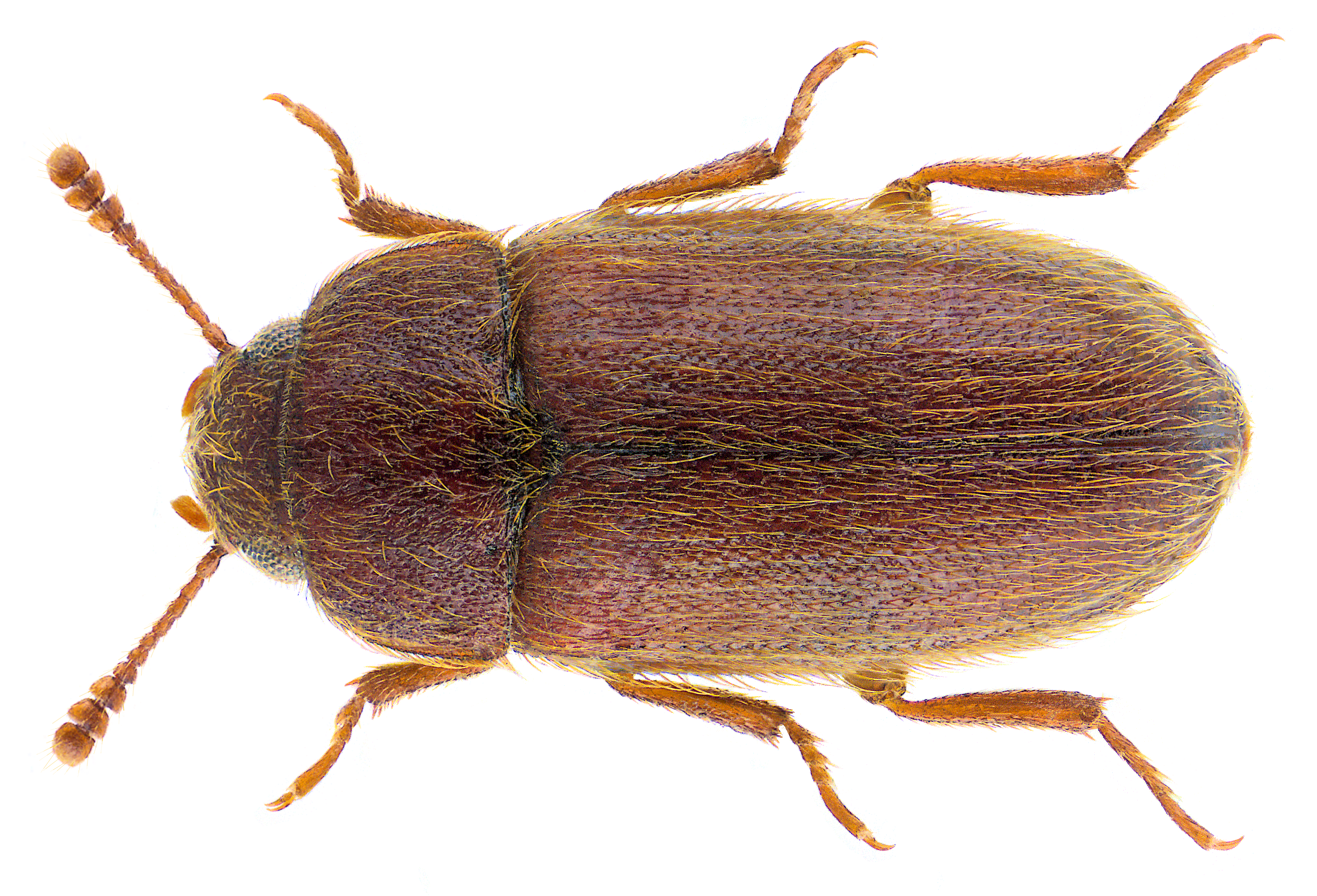
Typhaea stercorea

Les larves et les adultes de presque toutes les espèces de Mycetophagidae se nourrissent des fructifications de divers champignons qui se développent sur les arbres et le bois tombé, notamment des Polypores. Les larves provoquent, plus que n'importe quelle autre famille, la liquéfaction de la masse du champignon par l’action conjointe de leurs enzymes salivaires et des mouvements de leurs crochets buccaux,. Une majorité effectuent la totalité de leur cycle de vie dans ces champignons et des populations assez importantes peuvent s'y développer, bien qu'elles soient rarement visibles de jour. Une recherche attentive de nuit permet souvent de découvrir les adultes dans les crevasses autour des champignons ou même à la surface. En tapotant les champignons endommagés ou présentant des zones en décomposition sur un plateau de battage, il est possible de récolter de nombreux imagos. Quelques espèces sont associées à la végétation en décomposition alors que d'autres infestent les produits alimentaires stockés à l'instar de Typhaea stercorea mais aussi Berginus tamarisci, Litargus balteatus et Mycetophagus quadriguttatus. Cependant, il semble qu'elles soient plus attirées par la moisissure plutôt que par les aliments eux-mêmes. Berginus tamarisci a été observé se nourrissant du pollen de Pinus pinaster et de celui de Selenicereus grandiflorus et le genre Berginus est également prédateur de cochenilles. Filicivora chilensis se nourrit exclusivement de spores de fougères.

## Liste des sous-taxons

### Sous-familles
Selon Lawrence et al. (2014) :
- sous-famille Bergininae Leng, 1920
- sous-famille Esarcinae Reitter, 1882
- sous-famille Mycetophaginae Leach, 1815

### Ensemble des genres
Selon Lawrence et al. (2014)
- Afrotyphaeola Lawrence, Escalona, Leschen & Slipinski, 2014
- Berginus Erichson, 1845
- Esarcus Reiche, 1864
- Eulagius Motschulsky, 1845
- Filicivora Leschen & Lawrence, 1991
- Litargops Reitter, 1880
- Litargus Erichson, 1846
- Mycetophagus Hellwig, 1792
- Neotriphyllus Lawrence, Escalona, Leschen & Slipinski, 2014
- Nesolathrus Scott, 1922
- Nototriphyllus Lawrence, Escalona, Leschen & Slipinski, 2014
- Pseudochrodes Reitter, 1876
- Pseudotriphyllopsis Nikitsky, 1996
- Pseudotriphyllus Reitter, 1880
- Thrimolus Casey, 1900
- Triphyllina Reitter, 1878
- Triphyllioides Miyatake, 1959
- Triphyllopsis Nikitsky, 1989
- Triphyllus Latreille, 1829
- Typhaea Stephens, 1829
- Typhaeola Ganglbauer, 1899
- Zeclaviger Lawrence, Escalona, Leschen & Slipinski, 2014

### Les espèces d'Europe
Liste des espèces selon Fauna Europaea (13 décembre 2021). Les espèces marquées d'un F sont présentes en France métropolitaine, celles marquées d'un S en Suisse, et celles marquées d'un B en Belgique. (douteux) signifie que la présence de l'espèce dans le pays précédant la mention est douteuse :
- Berginus tamarisci Wollaston, 1854 F, S
- Esarcus abeillei (Ancey, 1870) F
- Esarcus baudii Seidlitz, 1889 F
- Esarcus besucheti Dajoz, 1964
- Esarcus fiorii Reitter, 1887
- Esarcus franzi Dajoz, 1964
- Esarcus inexpectatus Dajoz, 1964
- Eulagius filicornis (Reitter, 1887) F
- Litargops pictus (Wollaston, 1854)
- Litargus balteatus LeConte, 1856 F, S
- Litargus coloratus Rosenhauer, 1856 F, S
- Litargus connexus (Geoffroy in Fourcroy, 1785) F, S, B
- Litargus pilosus Wollaston, 1857
- Mycetophagus ater (Reitter, 1879) F
- Mycetophagus atomarius (Fabricius, 1787) F, S, B
- Mycetophagus decempunctatus Fabricius, 1801 F, S, B (douteux)
- Mycetophagus fulvicollis Fabricius, 1792 F, S, B (douteux)
- Mycetophagus multipunctatus Fabricius, 1792 F, S, B
- Mycetophagus piceus (Fabricius, 1777) F, S, B
- Mycetophagus populi Fabricius, 1798 F, S, B
- Mycetophagus quadriguttatus P.W.J. Müller, 1821 F, S, B
- Mycetophagus quadripustulatus (Linnaeus, 1760) F, S, B
- Mycetophagus salicis C. Brisout de Barneville, 1862 F, B
- Mycetophagus tauricus Pliguinsky, 1923
- Mycetophagus tschitscherini (Reitter, 1897)
- Pseudotriphyllus suturalis (Fabricius, 1801) F, S
- Triphyllus bicolor (Fabricius, 1777) F, S, B
- Typhaea angusta Rosenhauer, 1856
- Typhaea decipiens Lohse, 1989 F
- Typhaea haagi Reitter, 1874
- Typhaea stercorea(Linnaeus, 1758) F, S, B
- Typhaeola maculata (Perris, 1865) F